# 平山博三
平山 博三（ひらやま はくぞう、1906年（明治39年）2月4日 - 1990年（平成2年）1月6日）は、日本の政治家。浜松市長、全国市長会会長。旧姓・安間。

## 経歴
静岡県浜名郡河輪村（現浜松市中央区西町）で、農業・安間伊三郎の三男として生まれ、引佐郡奥山村（現浜松市浜名区）の平山家の養子となる。県立蚕業学校（現静岡県立浜松大平台高等学校）を経て、1928年、早稲田大学専門部法律科を卒業。
卒業後に帰郷し、1928年に静岡県庁に入り、総務部調査課長、労働部長などを歴任。その後、1956年、浜松市助役に就任。1959年5月に浜松市長に選出され、1979年4月まで市長を五期20年にわたり務めた。「総合福祉都市の建設」「基本都市としての大浜松の建設」をスローガンに、浜松市の発展に尽力した。この間、全国市長会会長、国の各種審議会委員などを務めた。
市長退任後、1979年、静岡県民放送社長に就任し、その後、同会長、同相談役を務めた。

## 親族
- 長兄 安間千量（浜松牛乳社長）[3]